# Cryphia spoliatricula
Cryphia spoliatricula är en fjärilsart som beskrevs av Denis och Ignaz Schiffermüller 1775. Cryphia spoliatricula ingår i släktet Cryphia och familjen nattflyn. Inga underarter finns listade i Catalogue of Life.